# 巴特维塞
巴特维塞是德国巴伐利亚州的一个市镇。总面积32.79平方公里，总人口4794人，其中男性2183人，女性2611人（2011年12月31日），人口密度146人/平方公里。

## 友好城市
- 法國 杜尔当